# Shaft (álbum)
Shaft es un álbum doble de Isaac Hayes, publicado por el sello Stax como banda sonora para la película blaxploitation de 1971 Las noches rojas de Harlem. El álbum está formado mayoritariamente por temas instrumentales compuestos por Hayes como ambientación para las escenas de la película. Tiene tres canciones vocales:  «Soulsville», «Do Your Thing» y «Theme from Shaft». El disco y el hit alcanzaron un gran éxito comercial y de crítica, y es probablemente el trabajo más reconocido del artista, así como el disco más vendido por Stax.

## Lista de canciones
Todas las canciones escritas y producidas por Isaac Hayes.

### Cara uno
| N.º | Canción              | Duración |
| --- | -------------------- | -------- |
| 1.  | "Theme from Shaft"   | 4:39     |
| 2.  | "Bumpy's Lament'"    | 1:51     |
| 3.  | "Walk from Regio's"  | 2:24     |
| 4.  | "Ellie's Love Theme" | 3:18     |
| 5.  | "Shaft's Cab Ride"   | 1:10     |

### Cara dos
| N.º | Canción                | Duración |
| --- | ---------------------- | -------- |
| 1.  | "Cafe Regio's"         | 6:10     |
| 2.  | "Early Sunday Morning" | 3:49     |
| 3.  | "Be Yourself"          | 4:30     |
| 4.  | "A Friend's Place"     | 3:24     |

### Cara tres
| N.º | Canción                       | Duración |
| --- | ----------------------------- | -------- |
| 1.  | "Soulsville" (versión vocal)" | 3:48     |
| 2.  | "No Name Bar"                 | 6:11     |
| 3.  | "Bumpy's Blues"               | 4:04     |
| 4.  | "Shaft Strikes Again"         | 3:04     |

### Cara cuatro
| N.º | Canción                          | Duración |
| --- | -------------------------------- | -------- |
| 1.  | "Do Your Thing" (versión vocal)" | 19:30    |
| 2.  | "The End Theme"                  | 1:56     |

## Reparto
- Vocales, teclados, letras y arreglos por Isaac Hayes
- Vocales de apoyo por Pat Lewis, Rose Williams y Telma Hopkins
- Instrumentación por The Bar-Kays y The Isaac Hayes Movement
  - Piano eléctrico por Lester Snell
  - Bajo por James Alexander
  - Guitarra por Charles Pitts
  - Guitarra por Michael Toles
  - Batería por Willie Hall
  - Conga por Gary Jones
  - Trompeta principal por Richard «Johnny» Davis
  - Flauta por John Fonville

## Premios y listas de éxitos

### ListaBillboard

#### Álbum
| Lista         | Posición |
| ------------- | -------- |
| Billboard 200 | 1        |
| Black Albums  | 1        |
| Jazz Albums   | 1        |

#### Singles
| Sencillo           | Lista                      | Posición |
| ------------------ | -------------------------- | -------- |
| "Theme from Shaft" | Billboard Hot 100          | 1        |
| "Theme from Shaft" | Black Singles              | 2        |
| "Theme from Shaft" | Adult Contemporary Singles | 6        |

### Premios Grammy
- Shaft
  - Grammy a la mejor banda sonora de película (Isaac Hayes)
- "Theme from Shaft»
  - Grammy al álbum mejor producido (Dave Purple, Henry Bush, Ron Capone)
  - Grammy al mejor arreglo instrumental (Isaac Hayes, Johnny Allen)

## Samples posteriores
- "No Name Bar»
  - "Soulja's Story» de 2Pac del álbum 2Pacalypse Now

- "Bumpy's Lament»
  - "Xxplosive» by Dr. Dre del álbum 2001
  - "Back At You» de Mobb Deep del álbum Sunset Park (Soundtrack)

- "Walk from Regio's»
  - "On the Double» de Grooverider del álbum Mysteries of Funk

- "Do Your Thing»
  - «Smooth Operator» de Big Daddy Kane del álbum It's a Big Daddy Thing